# Teatro dell’Opera di Roma
A Teatro dell’Opera di Roma (Római Operaház) az olasz főváros legjelentősebb operaháza, amelyet 1880 novemberében nyitottak meg Teatro Costanzi néven. Ezt követően többször is átépítették, aminek következtében a nézőtéri ülőhelyek száma 2200-ról 1600-ra csökkent.

## Története
Az operaház nevét építtetője, Domenico Costanzi után kapta. Achille Sfondrini (1836–1900) milánói építész tervei alapján építették fel mindössze tizennyolc hónap alatt az ókori Heliogabalus-ház helyén. A bemutató előadásra, Rossini Semiramisára 1880. november 27-én került sor. Sfondrini, aki korábban már számos operaház építésénél és felújításánál közreműködött, különös figyelmet szentelt az akusztikának, ami a lópatkó alakú nézőtérben is nyilvánvaló. Eredetileg a színház 2212 személyes volt, három szinten elrendezett páholyokkal, valamint kétszintes erkéllyel. A nézőtér kupolafreskójának elkészítésével Annibale Brugnolit bízták meg.
Az operaházat maga Costanzi vezette, s noha számos pénzügyi akadállyal kellett megküzdenie, mégis számos világpremiernek adott otthont, többek között Pietro Mascagni Parasztbecsületének, 1890. május 17-én. Egy rövid ideig fia, Enrico vezette az operaházat. Az ő nevéhez fűződik Giacomo Puccini Tosca című operájának bemutatója, 1900. január 14-én.
A színházat 1907-ben Walter Mocchi impresszárió vásárolta meg a Società Teatrale Internazionale e Nazionale (STIN) nevében. 1912-ben Mocchi felesége, Emma Carelli vette át a ház vezetését. Tizennégy évig tartó igazgatósága alatt számos olyan művet is bemutattak, amelyeket korábban Rómában vagy Olaszországban nem vittek színre: A Nyugat lánya, Turandot, Parsifal, illetve Muszorgszkij Borisz Godunovja, Camille Saint-Saëns Sámson és Delilája valamint Gyagilev Orosz balettja.
1926 novemberében a Teatro Costanzit a római városi tanács vásárolta meg, nevét pedig megváltoztatta Teatro Reale dell’Operára (Királyi Operaház). Ezt követően részlegesen átépítették Marcello Piacentini építész tervei szerint. Az új ház 1928. február 27-én nyitotta meg kapuit a nagyközönség előtt, Arrigo Boito Nerone című operájával. Az átépítés során az operaház bejáratát áthelyezték a Via del Teatróról a Piazza Beniamino Giglire, a nézőtéren kialakítottak egy negyedik sor páholyt, felújították a belső díszítéseket, valamint ekkor szerelték fel a 6 méter átmérőjű, 27 000 kristálydarabbal díszített kandelábert.
Az Olasz Királyság felszámolása után, 1946-ban az operaház nevét megváltoztatták. Ekkor kapta a ma is használatos Teatro dell'Opera nevet. 1958-ban az épületet felújították, ismétcsak Marcello Piacentini tervei alapján. Ennek következtében radikálisan megváltozott az épület külső formája. Ekkor épült meg a ma is látható homlokzat és főbejárat valamint a foyer.
A második világháborút követő időszak nevezetes bemutatói közé tartoznak Mozart Figaro házassága, 1964-ben, valamint Verdi Don Carlosa, 1965-ben. Mindkettőt Carlo Maria Giulini vezényelte és Luchino Visconti rendezte.
Nyaranta, az operaházon kívül Caracalla termáiban is tartanak szabadtéri előadásokat.

## Külső hivatkozások
- Az operaház honlapja (angolul) (olaszul)